# Жозе Сократес
Жозе Сократес (порт. José Sócrates de Carvalho Pinto de Sousa) је португалски политичар и премијер Португалије од 12. марта 2005. године до 23. марта 2011. године. Поред тога обавља функцију генералног секретара Социјалистичке партије.